# Luguru jezik
Luguru jezik (ISO 639-3: ruf; guru, ikiruguru, kiluguru, kiruguru, lughuru, lugulu, ruguru), atlantsko-kngoanski jezik kojim govori oko 692 000 ljudi (Johnstone and Mandryk 2001) u tanzanijskim regijama Morogoro (distrikti Morogoro i Kilosa i Pwani (distrikt Bagamoyo, planine Luguru) i Dar-es-Salaamu.
Leksički mu je najsličniji kami [kcu], 54%. Pripada centralnim bantu jezicima u zoni G, i s još deset drugih jezika čini podskupinu zigula-zaramo (G.30).

## Vanjske poveznice
- Ethnologue (14th)
- Ethnologue (15th)